# 33º Reggimento d'assalto
Il 33º Reggimento d'assalto autonomo (in ucraino 33-й окремий штурмовий полк?, 33-j okremyj šturmovyj polk, unità militare А4951) è un'unità di fanteria d'assalto direttamente subordinata al Comando delle Forze terrestri ucraine.

## Storia
L'unità è stata costituita il 22 dicembre 2023 come 33º Battaglione d'assalto autonomo (in ucraino 33-й окремий штурмовий батальйон?, 33-j okremyj šturmovyj batal'jon). A maggio 2024 è stato impiegato per la prima volta al fronte nella regione di Charkiv, prendendo parte alla difesa di Vovčans'k dalla rinnovata offensiva russa. È stato equipaggiato con i veicoli da combattimento tedeschi Marder 1A3, diventando la quinta unità delle Forze armate ucraine a riceverli dopo la 100ª Brigata meccanizzata, il 225º Battaglione d'assalto, la 25ª Brigata aviotrasportata e l'82ª Brigata d'assalto aereo. Nel luglio 2024, in seguito alla legge ucraina che ha permesso ad alcune categorie di detenuti di prestare volontariamente servizio nell'esercito, il 225º Battaglione d'assalto è stata una delle unità ad integrarne un certo numero nei propri ranghi, costituendo la Compagnia "Škval".
A partire da agosto 2024 il battaglione ha partecipato all'offensiva ucraina nell'oblast' di Kursk, sfondando le prime linee difensive russe e penetrando in territorio russo per molti chilometri; i soldati del battaglione sono stati fra i primi ad entrare nella città di Sudža. Per i meriti dimostrati al comando del battaglione durante questa operazione, il 30 settembre il suo comandante e fondatore, tenente colonnello Valentyn Man'ko, è stato insignito del massimo titolo di Eroe dell'Ucraina da parte del presidente Volodymyr Zelens'kyj. Nei mesi successivi il battaglione ha continuato a combattere nel saliente ucraino, principalmente sul fianco ovest.
A dicembre il battaglione è stato trasferito sul fronte di Pokrov'sk, venendo impiegato a difesa dal fianco sud della città. Nello stesso periodo alcuni soldati sono stati inviati nel Regno Unito per l'addestramento, e alla fine del mese il battaglione è stato espanso al rango di reggimento, facendo seguito al 425º Reggimento d'assalto. A gennaio 2025 elementi dell'unità sono tornati ad essere dispiegati nell'oblast' di Kursk. A febbraio il reggimento ha ricevuto in dotazione i veicoli da combattimento M2 Bradley di produzione statunitense.
Nell'agosto 2025 il comandante in capo delle Forze armate ucraine, Oleksandr Syrs'kyj, ha annunciato la costituzione delle Truppe d'Assalto come nuovo ramo dell'esercito ucraino, al fine di creare un comando unificato per i cinque reggimenti d'assalto al momento esistenti che rispondesse direttamente al comando supremo; alla guida di questa forza è stato posto il comandante del 33º Reggimento, colonnello Valentyn Man'ko.

## Struttura
- Comando di reggimento[15]
- 1º Battaglione d'assalto
- 2º Battaglione d'assalto
- 3º Battaglione d'assalto
- Compagnia fucilieri speciale "Škval"
- Compagnia corazzata (T-72)
- Battaglione artiglieria

## Comandanti
- Colonnello Valentyn Man'ko (dicembre 2023 - agosto 2025)[16]